# Chris Johansen
Chris Johansen (født 16. august 1984) er en dansk fodbolddommer, der siden 2012 har dømt kampe i den danske 1. division.
Han dømte sin første internationale kamp i 2017 mellem Danmark U/17 - Tyskland U/17.